# Zdeněk Půček
Zdeněk Půček, též Zdeněk Puček (16. října 1924 Lozorno – 30. července 1986), byl český a československý politik Komunistické strany Československa, poválečný poslanec Ústavodárného Národního shromáždění a poslanec Sněmovny národů Federálního shromáždění za normalizace, v 70. letech 20. století ministr hutnictví a těžkého průmyslu ČSSR.

## Biografie
V letech 1939–1941 se učil na strojního zámečníka. Později studoval na Vyšší průmyslové škole strojnické v Praze. V roce 1946 se uvádí jako student, bytem Teplice-Šanov. Profesí byl strojním technikem. Byl tehdy kandidátem na členství v KSČ.
V parlamentních volbách v roce 1946 byl ve věku 21 let zvolen poslancem Ústavodárného Národního shromáždění za KSČ (jako nejmladší poslanec). V parlamentu setrval do konce funkčního období, tedy do voleb do Národního shromáždění roku 1948.
Po ukončení studia na Vyšší průmyslové škole strojnické v Praze pracoval do roku 1948 v aparátu KSČ a byl funkcionářem Svazu české mládeže. V letech 1951–1952 zastával funkci vedoucího odboru Státní plánovací komise, od roku 1952 byl prvním náměstkem předsedy Státní plánovací komise. Od roku 1962 do roku 1963 byl náměstkem Státní plánovací komise. V období let 1963–1965 působil jako ekonomický náměstek Továren na obráběcí stroje a nářadí. Od roku 1965 do roku 1968 byl pak náměstkem ministra těžkého průmyslu. Následně byl po dva roky ředitelem Ústavu technických a ekonomických služeb v Praze. V letech 1970–1974 byl generálním ředitelem SONP Kladno.
Do vysokých státních funkcí se vrátil za normalizace. Ve volbách roku 1976 usedl do české části Sněmovny národů (volební obvod č. 47 – Brno-město-severozápad, Jihomoravský kraj). Ve Federálním shromáždění setrval do konce funkčního období, tedy do voleb roku 1981 .
Zastával i vládní posty. Od února 1974 to byla funkce náměstka ministra hutnictví a těžkého průmyslu a od června téhož roku byl i vedoucím československé delegace v stálé komisi RVHP pro hutnictví železa a pro hutnictví neželezných kovů. V prosinci 1974 se sám stal ministrem hutnictví a těžkého průmyslu a funkci zastával až do roku 1979 v druhé a třetí vládě Lubomíra Štrougala.
Byl mu udělen Řád Vítězného února, Řád práce, Řád 25. února a další vyznamenání. Zemřel v červenci 1986 ve věku 61 let.